# ألي-يورت (إنغوشيا)
ألي-يورت (بالروسية: Али-Юрт) هي مدينة في جمهورية إنغوشيتيا في روسيا.